# Újvári József (hidrológus)
Újvári József (Nagyenyed, 1928. április 15. – Kolozsvár, 2006. március 20.) geológus, hidrológus, egyetemi tanár.
Kutatási területe: Románia vízrajzának kutatása.
Orosz nyelven írt doktori disszertációjának címe: Элементы гидрографии Румынии (1954).

## Életútja
Egyetemi tanulmányait Kolozsvárt, majd Szentpétervárt végezte, Bukarestben kapott állást, ahol a Hidrometeorológiai Vezérigazgatóság kutatási osztályvezetőjének nevezték ki. Az ő vezetése alatt készült el Románia első közepes vízlefolyási térképe és morfometriai atlasza, az időszakos folyóhálózat és az árvizek megbecslése, gyakorlatilag Románia földrajzi monográfiájának vízrajzi fejezete. 1958-tól előadott a Bolyai Tudományegyetemen, majd az egyesített Babeș–Bolyai Tudományegyetemen, 1981-ben nevezték ki egyetemi tanárnak, 1990-től doktori vezető, 1993-as nyugdíjazása után az egyetem konzulense. Geológus- hidrológus nemzedékek sorát nevelte.
Hat kötete jelent meg és száznál több tudományos közleménye romániai- és nemzetközi szakfolyóiratok hasábjain látott napvilágot. A rendszerváltás után hangoztatta a magyar nyelven alkotott kultúra magyar nyelven való elsajátításának szükségességét, kiállt az önálló magyar egyetem létesítése mellett. Tudományos konferenciákon és kongresszusokon vett részt, szakmai tudományos társaságokban tevékenykedett, a Professzorok Világtanácsában is. 1967-ben a Magyar Hidrológiai Társaság  külföldi tiszteleti tagjai közé választotta.
Számos kitüntetést kapott szülőföldjén (a Korunk Bolyai díja, 1982; Korunk-díj, 1983) és külföldön. A Magyar Földrajzi Társaság "Pro Aqua" díjjal tüntette ki.

## Művei (válogatás)

### Kötetek
- Folyók, tavak, tengerek (1962);
- Geografia apelor României (1972);[3]
- Geoecologie, sisteme şi modele în geografie (1979).

### Konferencia-anyag
- Kárpát-medence vízkészlete és vízi környezetvédelme kongresszus I-II. Eger, Magyar Hidrológiai Társaság, 1994.
- A román-magyar határvidék vízkészleteinek értékelése és értékesítése. In: Határon innen - határon túl / szerk. Pál Ágnes, Szónokyné Ancsin Gabriella. Szeged : JATE, Gazdaság Földrajzi Tanszék ; JGYTF Földrajz Tanszék, 1996. 106-115.

### Cikkei aKorunkban
- Korunk nagy gondja: a vízellátás. 1964, 12. sz., 1655-1664. p.

Újvári József - Molnár Jenő - Kecskés József - Kovács András: Ami a földrajztudományra hárul - kerekasztal-megbeszélés. Összeállította Újvári József. 1966, 4. sz., 547-555. p.
- Hidrológus az árvízről. 1970, 6. sz., 894-899. p.
- A Mezőség vízellátása. Alkalmazott földrajzi gondolatok. 1984, 7. sz., 553-557. p.

### Cikkei aHidrológiai Közlönyben
- Az Erdélyi Medence vízellátásának lehetséges jövője. A kárpáti vízkészlet és a vizek tározása. 2001/. 1. sz.[4]
- Pándi Gábor – Újvári József: Emlékezzünk az erdélyi magyar vízügyi szakemberekre. 2001/4. sz.

### Cikke a Földrajzi Értesítőben
- Módszer a geokomplexum vízháztartási rendszerállapotának meghatározására. 1979, 1-2. füz., 23-37. p.